# Alexxis Lemire
Alexxis Lemire (Londonderry, Nuevo Hampshire, 30 de mayo de 1996) es una actriz y modelo estadounidense. Es pricipalmente conocida por sus papeles de Jesse Havnell en el telefilme de terror Truth or Dare (2017), como Kate Miller en el telefilme de suspense The Art of Murder (2018) y como Aster Flores en la película The Half of It (2020).

## Biografía
Lemire nació en 1996 en Londonderry (Nuevo Hampshire) su padre es de origen francés y su madre puertorriqueña. Sobre su herencia, Lemire ha dicho: «A veces la gente me presiona para elegir de qué lado estoy. Estando en esta industria y yendo a audiciones, a veces soy demasiado latina para un papel caucásico, o no lo suficientemente latina. Esa es una lucha que continuó haciendo frente». Lemire tiene un medio hermano.
Después de graduarse en el Londonderry High School en 2014, donde participó en el equipo de animadoras de la escuela, se mudó con su madre a Los Ángeles para seguir su carrera como actriz, posteriormente diría sobre está decisión: «Sentí que actuar era la única forma en que podía expresar mí mismo. Podría asumir estos otros papeles y entender un poco más sobre la empatía». Además de su carrera como actriz, también es modelo profesional.
En 2017, Lemire protagonizó Truth or Dare, una película de terror del canal Syfy. En 2018, participó en The Half of It de Netflix, una película de comedia dramática coming-of-age estadounidense de 2020 escrita y dirigida por Alice Wu, que se estrenó en mayo de 2020. En 2021, se anunció que trabajaría en el telefilme para Epix Tattered Hearts, junto a Katey Sagal. Una película de terror estadounidense dirigida por Brea Grant y escrita por Rachel Koller Croft. La película se estrenó el 20 de mayo de 2022 con el título de Torn Hearts.

## Filmografía
| Año  | Título                | Papel            | Notas                | Ref.  |
| ---- | --------------------- | ---------------- | -------------------- | ----- |
| 2016 | Lab Rats: Elite Force | Scarlett Double  | 2 episodios          |       |
| 2017 | The Other Mother      | Taylor           | Telefilme (Lifetime) |       |
| 2017 | Truth or Dare         | Jesse Havnell    | Telefilme (Syfy)     |       |
| 2018 | The Art of Murder     | Kate Miller      | Telefilme (Lifetime) |       |
| 2020 | The Half of It        | Aster Flores     | Telefilme (Netflix)  | [ 2 ] |
| 2021 | Cerebrum              | Chloe McPherson  | Película             |       |
| 2022 | Torn Hearts           | Leigh Blackhouse | Telefilme (Epix)     | [ 9 ] |